# Caliciviridae
Caliciviridae is een familie van (+)ssRNA-virussen waarin dertien verschillende virussen zijn ingedeeld, waaronder het calicivirus – dat alleen bij konijnen kan leiden tot een (fatale) ziekte – en het meer bekende norovirus. De verschillende virussen ingedeeld onder de Caliciviridae kunnen onder meer – maar niet uitsluitend – gewervelde organismen als (rund)vee en varkens, kippen, reptielen, amfibieën, insecten, dolfijnen en ook mensen infecteren. De overdracht vindt doorgaans plaats via mest of uitwerpselen, besmet groenvoer of ruwvoer, besmette dieren zoals knaagdieren, insecten of andere besmette soortgenoten.